# Hexadactilia
Hexadactilia is een geslacht van vlinders van de familie vedermotten (Pterophoridae).

## Soorten
- H. borneoensis Arenberger, 1995
- H. civilis (Meyrick, 1921)
- H. trilobata Fletcher, 1910